# きれいな空
「きれいな空」（きれいなそら）は、日本の音楽グループAAAの3枚目のシングル。2005年11月16日にavex traxから発売された。

## 概要
- 前作「Friday Party」から約1ヵ月ぶりの発売となる。4ヶ月連続リリースの第3弾[1]。
- AAAのシングルとしては初めてタイトルに日本語が使われた。
- AAAのシングルの中で初動売上が一番低い。
- ミュージックビデオでは『西島隆弘の親が外出したのをチャンスに、友達を呼び西島家でホームパーティーを開くが、最終的に残った8人が疲れ果てて眠りにつく』というストーリー仕立てとなっている。

## 収録内容

### CD+DVD
CD
1. きれいな空 [4:40]
（作詞・作曲：原広明　編曲：松原憲）
日本テレビ系「TVおじゃマンボウ」エンディングテーマ
2. きれいな空（Instrumental）[4:33]

DVD
1. きれいな空（Music Clip）

### CD ONLY
1. きれいな空
2. きれいな空（Instrumental）